# Lombard Street (Bagehot)

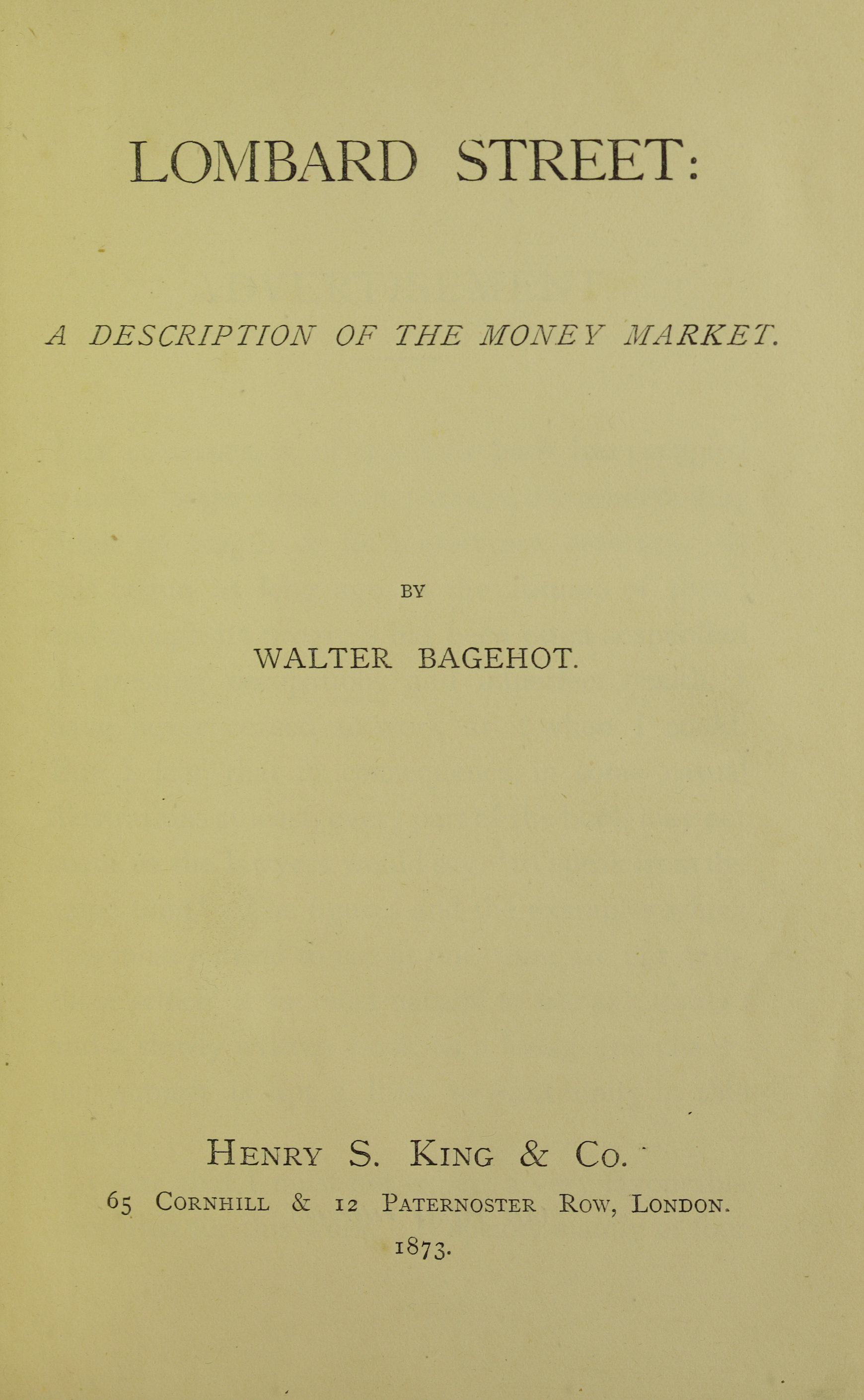
Lombard Street, 1873.

Lombard Street (en anglais : Lombard Street: A Description of the Money Market) est un livre d'économie écrit par Walter Bagehot et publié en 1873. Il s'agit d'un des premiers ouvrages expliquant, en termes simples, le fonctionnement du secteur financier et du système bancaire.

## Présentation générale

### Contexte
Walter Bagehot écrit Lombard Street en réaction à une crise bancaire qui a conduit à la chute de Overend, Gurney and Company, une banque située au no 65 de la Lombard Street de Londres. La cessation de paiements de la banque avait conduit à une panique bancaire, le 10 mai 1866, qui s'était étendue dans toute l'Angleterre.

### Historique de publication
Le livre est publié en 1873 au Royaume-Uni par Henry S. King & Co. Il connaît sept éditions avant 1891. Il est traduit en français et publié l'année suivante à Paris sous le nom de Lombard Street, ou le marché financier en Angleterre.

## Contenu
Walter Bagehot décrit minutieusement le fonctionnement du système bancaire et financier britannique, et notamment ses acteurs. Il critique la manière dont la Banque d'Angleterre a géré les précédentes crises financières.
Lombard Street est connu pour la doctrine que l'auteur formule au sujet du prêteur en dernier ressort. Selon le principe de Bagehot, la banque centrale (ou, le cas échéant, l'État), doit prêter de manière abondante, mais à taux d'intérêt élevé afin de désinciter en amont les banques à prendre des risques, et en présentant des garanties sous forme de titres financiers. Elle est parfois résumée par l'expression : « prêter librement, contre de bonnes garanties, à un taux pénalisateur ». La théorie de Bagehot a été critiquée en ce qu'elle tient la crise financière ou le choc comme exogène.

## Postérité

### Accueil critique
La réception du livre est immédiatement positive. En 1874, le Correspondant publie une recension positive du livre, ainsi que le Journal des économistes en 1877. En 1878, dans la Revue politique et littéraire, Paul Laffitte écrit qu'il s'agit d'« un des meilleurs livres de Bagehot ». Le Nouveau dictionnaire d'économie politique, paru en 1891, couvre également le livre en le qualifiant d'« une étude des plus intéressantes ». Toutefois, un autre ouvrage de Bagehot, La Constitution anglaise, a à l'époque un succès plus important. Il est cité dès 1896 par Paul Leroy-Beaulieu dans son Traité théorique et pratique d'économie politique.

### Influence au sein du monde économique
Le livre est aujourd'hui considéré comme un classique de l'économie. William Stanley Jevons cite l'ouvrage, qu'il qualifie d'« admirable », dans La monnaie et le mécanisme de l'échange. Dans son manuel Macroéconomie, Gregory Mankiw considère que l'ouvrage « livre une analyse qui est toujours d'actualité » et en fait un classique. Il est cité dans le Politiques économiques d'Agnès Bénassy-Quéré, Benoît Cœuré, Pierre Jacquet et Jean Pisani-Ferry.
Ben Bernanke conservait un exemplaire de Lombard Street en permanence dans son bureau lorsqu'il était professeur, et a cité l'ouvrage comme une de ses inspirations lors de la crise financière mondiale de 2007-2008. Pierre Tabatoni considère Bagehot comme « l'un des plus fins analystes de la finance et de la monnaie » du fait des vues qu'il expose dans l'ouvrage.
Dans une publication de 1952, l'INSEE écrit que le « grand livre de Bagehot [...] fit admettre universellement que la banque occupait une situation spéciale et qu'elle était devenue le prêteur de dernier ressort ». Charles Rist avait écrit, l'année précédente : « Les termes que Bagehot a employés à ce sujet dans son livre célèbre Lombard Street seraient acceptés par tous les hommes compétents de l'époque ».
Une étude de Groenwegen (1988) sur les livres d'économie empruntés par les étudiants de l'université de Cambridge à la fin du XIXe siècle montre que le livre de Bagehot est le troisième plus emprunté, derrière le manuel d'économie d'Alfred Marshall et un ouvrage de Jevons.

## Texte
- Lombard Street: a description of the money market, par Walter Bagehot sur le projet Gutenberg